# 리타 모레노
리타 모레노(Rita Moreno, 1931년 12월 11일 ~ )는 푸에르토리코의 배우이다.
영미권 연예계 최고상인 그래미상, 아카데미상, 에미상, 토니상(EGOT)을 모두 수상한 몇 안 되는 인물 중 한 명이다. 로버트 와이즈 감독의 1961년 영화 《웨스트 사이드 스토리》를 통해 아카데미 여우조연상을 수상했으며, 이외 대표작으로 영화 《사랑은 비를 타고》와 영화 《왕과 나》가 있다. 2004년, 미국의 대통령 조시 부시로부터 미국 최고 시민상인 대통령 자유 훈장을 받았다. 2016년도에 버클리 음악 대학에서 명예 박사 학위를 수여받았다.

## 출연 작품
- 사랑은 비를 타고 (1952) - 젤다 잰더스 역
- 왕과 나 (1956)
- 웨스트 사이드 스토리 (1961) - 애니타 역
- 애정과 욕망 (1971)
- 더 리츠 (1976)
- 사계절 (1981)
- 이대로가 좋다 (1994, I Like It Like That)
- 비버리 힐스의 아우성 (1998)
- 리오 2 (2014)
- 웨스트 사이드 스토리 (2021) - 발렌티나 역
- 분노의 질주: 라이드 오어 다이 (2023) - 아부엘라 토레토 역